# なまら! 北海道日本ハムファイターズ中継
なまら!北海道日本ハムファイターズ中継（なまら ほっかいどうにっぽんハムファイターズちゅうけい）はGAORA製作で2008年まで放送されたプロ野球中継のタイトル。

## 概要
GAORAには日本ハムが資本参加しているため、東京ドームを本拠地にしていた時代から北海道日本ハムファイターズ主催ゲームの大半を実況中継している。北海道へ本拠地が移転した2004年シーズンからも札幌ドーム・東京ドームなどの主催ゲームをフォローしている（2005年までは「熱パ プロ野球中継」のタイトルで放送され、かつては大阪近鉄バファローズの試合も中継していた）。
なお、GAORAで阪神タイガース戦の中継（檄! 阪神タイガース中継）を行い、同じ時間帯に日本ハムの試合がある場合は、同じスポーツ系衛星放送局であるスカイ・A sports+やJ SPORTSにおいて生放送されるが（その際の番組タイトルは「アクティブ!ベースボール」）、深夜、あるいは翌日早朝に録画放送（ニアライブ・撮って出し）も行われる。
タイトルは過去の札幌ドームでの試合からの映像・写真を組み合わせたものを使用し、その後「なまら!!FIGHTERS（チームロゴで表示）」というタイトルを出す。
2009年からは阪神戦の中継と併せて「GAORAプロ野球中継」として放送することとなった。

## 放送時間
- 生中継の場合は試合開始2分前から試合終了後まで。録画の場合も完全ノーカット（ニアライブ　2008年の場合は試合当日の生中継に加え翌日早朝の録画放送も行われている）。
- 2008年3月20日の開幕戦・千葉ロッテマリーンズ戦では、試合開始に先駆けて行われたペナントレース開会式も放映された。
- 日本ハムがリーグ優勝、日本一等になった場合、北海道放送製作の「E SPORTS」の特番を録画放送する。
  - 2006年10月13日　リーグ優勝(10月12日放送分)
  - 2006年10月26日　日本一(同日放送分)
  - 2007年9月30日　リーグ優勝(同日放送分)
  - 2007年10月19日　クライマックスシリーズ・パ優勝(10月18日放送分)

## 解説者
- 大熊忠義（Tigers-ai解説者兼）
- 福間納
- 光山英和（STVラジオ解説者兼）
- 佐々木恭介（毎日放送(MBS)解説者兼）
- 亀山つとむ（MBS解説者兼）
- 岩本勉（北海道テレビ放送(HTB)・北海道放送(HBC)・文化放送解説者兼）
- 金石昭人（HBC解説者兼）
- 西崎幸広（HBC・スカイ・A sports+解説者兼）
- 芝草宇宙

　（金石・西崎は東京ドームでの日本ハム主催ゲームを中心に出演。岩本、光山、芝草は北海道・東京の両ホームゲームとも出演。また亀山は交流戦・阪神戦で出演）

## 実況
- 水谷勝海（GAORAチーフアナウンサー、元毎日放送チーフアナウンサー）
- 城野昭（元毎日放送アナウンサー）
- 赤木誠（毎日放送アナウンサー、出向出演）
- 上野晃（元テレビ和歌山・元テレビ埼玉アナウンサー・テレビ埼玉プロ野球中継担当）
- 矢野吉彦（元文化放送アナウンサー・NACK5プロ野球中継担当）
- 鍋島昭茂（元山陽放送アナウンサー）

（水谷、城野、赤木は札幌ドームなどの北海道開催分、それ以外は東京ドーム開催分のアナウンスを担当する機会が多い。上野が札幌ドームの試合に出演する場合もあった）

## リポーター
- 宮原あつき
- 村瀬美希
- 袴田実有子
- 阿部礼子
- 櫻崎歩

（いずれも東京ドーム開催時のみ担当。北海道開催時は基本的にリポーターの配置はないが、クライマックスシリーズや交流戦（巨人戦、阪神戦）など重要な試合では、宮原あつきがリポーターとして登場する。）

## スコアテロップ
- 札幌ドームを含む北海道や東京ドーム以外の本州（静岡県・富山県など）開催でのホームゲーム分は球団製作映像共通のテロップで、画面右下に掲出。デザインは数回変更されている。
- 東京ドーム開催分は東京ケーブルネットワークの標準フォーマットで、画面左上。左側にスコア表示、右側にランナーとボールカウント（SBOは数字）を表示。
  - かつて東京ドームを本拠地としていた時代は、テレビ埼玉との共同制作の場合は左上にスコア表示、右下にボールカウント（SBOはボール型ランプ）で、TCN単独製作（チバテレビやスポーツ・アイとの形式上共同制作の場合含む）は日テレの中継と同じように左上にボールカウント、右下にスコア表示をしたもの、あるいは画面の右下に一括表示したものなどがあった。

## その他
- シーズンオフ（主に年末年始）には当該シーズンにおいての試合で視聴者の再放送のリクエストの多かった試合を再放送している。2007-08年はレギュラーリーグのほか、12月31日から1月3日の4日連続で、クライマックス・パ2回戦・ロッテ戦を集中放送する。
- 2008年7月20日から7月28日の9日間連続で夏休み企画「ファイターズスペシャルウィーク」と題し、通常の1軍のホームゲームに加え7月20日は対湘南シーレックス戦、7月21日には対ヤクルト戦のファイターズ鎌ケ谷スタジアム（千葉県鎌ケ谷市）での2軍・イースタン・リーグの主管試合を初めて放映する。また7月22日のロッテ戦は「GAORAデー」として、GAORA協賛のイベントを多数企画している。
- 2月のキャンプ期間中には「なまら!!ファイターズキャンプ情報」と題した特別番組が行われる。（1回15分　2008年の出演は光山英和）なお、2009年は阪神タイガースと併せて「タイガース・ファイターズキャンプ60分!!」を送る。

## 関連放送局
- テレビ埼玉（TVSヒットナイターで埼玉西武ライオンズビジター試合（ホームゲームはTVSライオンズアワー）、及び東京ドーム主催試合の中継映像を配信。東京ドームがメインだった時代はTVS製作・著作として放送）
  - まれにチバテレビ発があった。
- 東京ケーブルネットワーク（東京ドーム主催試合を技術協力）
- テレビ朝日映像・Vivia（技術協力　道内・東京問わず）